# Neoplan Electroliner
Neoplan Electroliner — универсальный дуобус, производимый компанией Neoplan с 1999 года. Его особенность заключается в том, что он может работать как автобус, и как троллейбус, при этом имея 2 двигателя MAN и комплект тягового электрооборудования. Такие модели выпускаются как 12-метровые и 18,7-метровые (сочлененные).

## Описание моделей
Дуобусы Neoplan Electroliner хорошо приспособлены для работы в больших городах и перевозки значительного количества пассажиров. Машины бывают двух типов — 12-метровые односекционные и 18,75-метровые двухсекционные сочлененные модели. Кузов обеих моделей вагонной компоновки, несущий. Высота дуобусов колеблется от 2,86 до 3,08 метра; модифицированные модели Electroliner (модель N6221) примерно на 20 сантиметров выше обычных. В ширину они достигают 2,51-2,53 метра.
Компоновке кузова больше присущи округлые формы с прямым задним мостом и изогнутым по всей высоте передком. Передок разделен на несколько частей, количество фар по бокам — 3 штуки с каждой стороны, они могут быть покрыты каждая линзовым стеклом или одной, натянутой на все фары линзой. Панорамное лобовое стекло изогнуто по всей высоте, частично затонировано коричневым цветом. Эмблема бренда Neoplan расположена с небольшим уклоном влево. Боковая обшивка из стали и металлопластика, колеса второй и третьей оси спрятаны под модлинг. Комплект электрооборудования расположен на второй секции; у односекционного дуобуса — стандартно, посередине кузова. Дизельный двигатель расположен внутри задней панели. Задние фары выполнены в стиле «Neoplan» — новейшего футуристического дизайна.
Как и автобусные аналоги — Electroliner полностью низкопольный дуобус, ступеньки в салон отсутствуют. Двери у 18-метрового — двустворчатые, кроме передних (у одной из модификаций сочлененного дуобуса); у 12-метрового — двустворчатые все двери. В первой секции 18-метрового располагаются 3 двери, во второй — только 1 комплект, двери поворотно-сдвижного типа с приводом против ущемления, все остекленные.
Дуобус пригоден для перевозки инвалидов в колясках, для этого выделена площадка в передней секции. Пол покрыт линолеумом или вообще не имеет вторичного покрытия. Поручни тонкие, из стальной трубы. Боковые стекла тонированы темно-коричневым цветом. Сиденья мягкие, раздельного типа, обтянуты антивандальной тканью, хорошо вычищаются. Сидячих мест около 50 штук в сочлененном и 30 в стандартном дуобусах. Гармошка у сочлененного дуобуса из стали, хорошо изгибается до 38-40 °. При этом узел сочленения вполне безопасен и позволяет на нём стоять. Там, где узел заканчивается, звенья гармошки увеличены в ширину и полностью прикреплены к узлу, создавая максимально возможную безопасность. Компостеры находятся либо на стене, или на перилах.
Кабина водителя полностью отделена от салона, имеется большое стекло для обзора салона. Всего 12-метровый дуобус вмещает в себя 105 человек, 18,7-метровый способен вместить до 175 человек. Дуобус оснащен двумя двигателями MAN D, электромотором и дизельным двигателем MAN D. Система управления тиристорно-импульсная, что дает возможность экономить электроэнергию.
Достоинства Neoplan Electroliner
- низкий пол — дает возможность быстрому выходу пассажиров из салона, удобен для маломобильных групп граждан.
- футуристический дизайн машины
- возможность работать на экодизеле и от контактных сетей
- оба двигателя равноправны и дуобус не теряет скорости при движении в режиме автобуса или троллейбуса
- большая маневренность обоих дуобусов
- повышенный срок службы кузова
- машина почти не загрязняет окружающей среды (ездит на экодизеле и от контактных сетей)
- высокая пассажировместимость
- хорошая защита от солнца, мощная тонировка
- светотехника (дальний свет) оснащена линзами

## Технические характеристики
| Класс                                  | дуобус                                                      |
| Использование                          | исключительно городской                                     |
| Длина, мм                              | 12000 или 18000                                             |
| Ширина, мм                             | 2510                                                        |
| Высота, мм                             | 2860—3080                                                   |
| Оси                                    | двухосный (4×2) трёхосный (6×2)                             |
| Колёса                                 | 295/80 R, 2 и 3 оси закрыты                                 |
| Кузов                                  | одно-или двухсекционный, вагонной компоновки                |
| Пол                                    | низкопольный, 36 см до земли                                |
| Гармошка                               | стальная, изгибается на 35—40°                              |
| Пассажировместимость, чел              | 105 175                                                     |
| Система управления                     | тиристорно-импульсная                                       |
| Двигатель                              | MAN D (электромотор) MAN D2066 Euro-4 (дизельный двигатель) |
| Мощность двигателя, киловатт           | 175 (электромотор) около 230 (дизель)                       |
| Максимальная скорость движения, км / ч | 85 (троллейбус) 120 (автобус)                               |

## Автобусные аналоги
Модели Neoplan Electroliner основаны на соответствующих автобусах Neoplan из ряда Centroliner:
- Neoplan N4516 — 12-метровый низкопольный автобус, приспособленный для перевозки в городах, нормальная вместимость в 105 человек, габариты 12000 × 3130 × 2510; Solaris Bus & Coach разрабатывает модификацию Neoplan N4516P.

- Neoplan N4522 — 18-метровый низкопольный автобус предназначен для перевозки особенно больших масс людей в пределах крупных городов; повышенная вместимость в 165 человек; Solaris Bus & Coach разрабатывает модификацию Neoplan N4522P.